# Naomichi Hirama
Naomichi Hirama (平間 直道 Hirama Naomichi?, nacido el 6 de julio de 1987 en Kanagawa) es un exfutbolista japonés. Jugaba de centrocampista y su único club fue el YSCC Yokohama de Japón.

## Trayectoria

### Clubes
| Club          | País  | Año         |
| ------------- | ----- | ----------- |
| YSCC Yokohama | Japón | 2010 - 2015 |

## Estadística de carrera

### J. League
| Club          | Año   | J. League | J. League | Copa J. League | Copa J. League | Total | Total |
| Club          | Año   | Part.     | Goles     | Part.          | Goles          | Part. | Goles |
| ------------- | ----- | --------- | --------- | -------------- | -------------- | ----- | ----- |
| YSCC Yokohama | 2014  | 28        | 0         | -              | -              | 28    | 0     |
| YSCC Yokohama | 2015  | 15        | 3         | -              | -              | 15    | 3     |
| Total         | Total | 43        | 3         | 0              | 0              | 43    | 3     |